# وولف شتاينمان
وولف شتاينمان (بالألمانية: Wulf Steinmann)‏ (12 يوليو 1930 - 3 يناير 2019) فيزيائي ألماني ورئيس سابق لجامعة لودفيغ ماكسيميليان في ميونخ.